# Petru Guelfucci
Petru Guelfucci, né le 6 mars 1955 à Sermano (Haute-Corse) et mort le 8 octobre 2021 à Marseille (Bouches-du-Rhône), est un chanteur français en langue corse. 
Figure emblématique du renouveau de la polyphonie corse, il est l'un des 200 chanteurs qui ont participé à l'aventure du groupe Canta U Populu Corsu, avec lequel il s'est produit pendant six ans.
« Il chante ses montagnes et son beau pays : il chante clair, il chante chaud. Je suis heureux d'avoir rencontré un homme vrai et un vrai talent. » Gilbert Bécaud - Mai 1999.

## Biographie

### Origines et famille
Fils du violoneux corse Filice Antone Guelfucci et de son épouse Stella, Petru Guelfucci est né dans une famille de chanteurs et de musiciens, dans un village de Haute-Corse fameux pour la qualité de sa tradition musicale. Dès l'âge de 14 ans, il anime les veillées et les foires avec le groupe folklorique A Manella.
Petru Guelfucci est le père de la comédienne Stella Guelfucci et du chanteur Petru Santu Guelfucci.

### Carrière artistique
En 1973, il rencontre Jean-Paul Poletti, un des principaux acteurs du mouvement culturel corse des années 1970. Commence alors l'époque des veillées dans les villages afin d'enregistrer, écrire et noter tout le patrimoine qui peut encore être sauvé. Cette convergence de jeunes Corses enthousiastes va conduire à la fondation du groupe culturel Canta U Populu Corsu en 1973, avec Natale Luciani, Minicale, Ceccè Buteau.
Ce groupe ravivera la flamme nationaliste au sein de toute une génération. « C'était la période de réappropriation de notre patrimoine », raconte Guelfucci. « On était les pestiférés de l'époque. On nous interdisait de parler corse à l'école. »
Après avoir démissionné en 1981 du groupe, Petru Guelfucci se lance en 1987 dans une carrière solo. Il enregistre Isula chez Ricordu. La Corse découvre alors une voix hors du commun, à la modulation unique appelée ricuccate. Son titre Isula idea est une évocation de la Corse. Petru Guelfucci va connaître le succès non pas en France, mais au Québec. Il entame alors une carrière internationale et obtient un disque d'or au Canada.
Petru Guelfucci est une vraie personnalité de la chanson corse, avec un timbre de voix tout à fait atypique et un vrai sens de la mélodie. Il a écrit l'une des plus belles chansons évoquant l'Île de Beauté : Corsica, sur une musique de Christophe Mac-Daniel. En 2003, cette chanson est reprise, dans son texte original en langue corse, par la chanteuse grecque Álkistis Protopsálti.

### Engagement culturel
En 2005, Petru Guelfucci, Jean-Paul Poletti et Michèle Guelfucci Glinatsis ont proposé à l'assemblée de Corse de demander à l'État que le « cantu in paghjella » soit inscrit sur la liste des chefs-d’œuvre du patrimoine culturel immatériel de l'humanité. Cette demande est approuvée par l'assemblée de Corse le 25 novembre 2005.
Petru Guelfucci, président de l'association « Cantu in paghjella », et Dominique Salini se sont battus avec l'appui du ministre de la culture d'alors, Renaud Donnedieu de Vabres, afin d'obtenir l'inscription, en 2009, de cette forme de chant profane et liturgique, sur la liste de sauvegarde d'urgence par le comité intergouvernemental de l'Unesco.

## Discographie

### Avec le groupe Canta U Populu Cursu
Petru Guelfucci a participé à l'enregistrement des albums du groupe Canta U Populu Cursu suivants :
- 1975 Eri, oghje, dumane - Ricordu
- 1976 Libertà - Ricordu
- 1977 Canti di a terra è di l'omi - Ricordu
- 1978 A strada di l'avvene - Ricordu
- 1979 Chjamu a puesia - Ricordu
- 1979 Festa zitellina - Ricordu
- 1981 Au théâtre de la Ville (live) - Ricordu
- 1982 C'hè dinù - Ricordu

### Albums solo
Petru Guelfucci a publié sous son propre nom, les albums suivants :
- 1987 Isula - Ricordu
- 1988 S'o chjodu l'occhji
- 1991 Corsica - Olivi music
- 1994 Memoria - Olivi music
- 1999 Vita - Olivi music
- 2009 Sì mea - Olivi music
- 2019 I mo tesori - Studio Gecko

### Avec le groupe Voce di Corsica
Petru Guelfucci a participé à l'enregistrement des albums du groupe Voce di Corsica suivants :
- 1994 : Polyphonies profanes et sacrées I - Olivi music
- 2006 : Polyphonies profanes et sacrées II - Vocisula

## Prix et distinctions

### En solo
- En 1991, Petru Guelfucci a été honoré par Radio-France qui lui a décerné son Grand Prix de la chanson.
- En 1993, l'album Corsica Petru Guelfucci a obtenu un disque d'or au Québec.

### Avec le groupe Les Nouvelles Polyphonies corses
- En 1991, Petru Guelfucci était parmi les récipiendaires, en tant que membre du groupe Les Nouvelles Polyphonies corses, d'une victoire de la musique.

### Avec le groupe Voce di Corsica
- En 1995, Petru Guelfucci était parmi les récipiendaires d'une victoire de la musique qui avait été attribuée au groupe Voce di Corsica pour son album Polyphonies profanes et sacrées.